# Lista de programas originais do Disney+ Hotstar
Disney+ Hotstar (anteriormente conhecido como Hotstar) é uma plataforma de entretenimento digital e móvel indiana lançada em fevereiro de 2015 pela Star India. Esta plataforma é de propriedade da The Walt Disney Company. Ela fornece streaming de mídia e vídeo sob demanda.

## Programação original indiana

### Originais Hotstar

#### Drama
| Título             | Gênero          | Estreia                 | Temporadas                 | Duração    | Idioma | Ref(s). |
| ------------------ | --------------- | ----------------------- | -------------------------- | ---------- | ------ | ------- |
| Tanhaiyan          | Drama romântico | 14 de fevereiro de 2017 | 1 temporada, 9 episódios   | 16-22 min. | Hindi  | [ 4 ]   |
| Shockers           | Terror          | 24 de maio de 2016      | 2 temporadas, 12 episódios | 8-16 min.  | Hindi  | [ 5 ]   |
| The Tattoo Murders | Drama policial  | 9 de abril de 2021      | 1 temporada, 7 episódios   | 30 min.    | Hindi  | [ 6 ]   |

#### Comédia
| Título                       | Gênero                  | Estreia                | Temporadas                               | Duração    | Idioma               | Ref(s).     |
| ---------------------------- | ----------------------- | ---------------------- | ---------------------------------------- | ---------- | -------------------- | ----------- |
| On Air with AIB              | Comédia de noticiário   | 29 de outubro de 2015  | 3 temporadas, 23 episódios, 64 segmentos | 23-30 min. | Hindi, Inglês        | [ 7 ]       |
| The Fanatics                 | Curtas de animação      | 5 de abril de 2017     | 4 temporadas, 118 episódios              | 3-7 min.   | Inglês               |             |
| As I'm Suffering From Kadhal | Comédia romântica       | 15 de junho de 2017    | 1 temporada, 10 episódios                | 19-27 min  | Tâmil, Telugo, Hindi | [ 8 ] [ 9 ] |
| PariWar                      | Comédia                 | 23 de setembro de 2020 | 1 temporada, 6 episódios                 | 21-25 min. | Hindi                | [ 10 ]      |
| Dabaang                      | Comédia de ação animada | 26 de maio de 2021     | 1 temporada, 16 episódios                | 11 min.    | Hindi                | [ 11 ]      |

#### Talk show
| Título                | Estreia               | Temporadas                 | Duração    | Idioma | Ref(s). |
| --------------------- | --------------------- | -------------------------- | ---------- | ------ | ------- |
| Bol Viru Bol          | 30 de março de 2017   | 2 temporadas, 13 episódios | 10-14 min. | Hindi  | [ 12 ]  |
| Maximise your day     | 25 de abril de 2019   | 1 temporada, 7 episódios   | 2 min.     | Inglês | [ 13 ]  |
| The Cannes Connection | 21 de maio de 2019    | 1 temporada, 5 episódios   | 29-32 min. | Hindi  | [ 14 ]  |
| Pyaar Actually        | 18 de outubro de 2019 | 1 temporada, 4 episódios   | 7-15 min   | Hindi  | [ 15 ]  |

#### Continuações
| Título                                | Gênero                   | Estreia                | Canal anterior | Temporadas                | Duração    | Idioma | Ref(s).       |
| ------------------------------------- | ------------------------ | ---------------------- | -------------- | ------------------------- | ---------- | ------ | ------------- |
| Phir Bhi Na Maane...Badtameez Dil     | Drama de romance musical | 28 de setembro de 2015 | StarPlus       | 1 temporada, 42 episódios | 21 minutos | Hindi  |               |
| Iss Pyaar Ko Kya Naam Doon - Ek Jashn | Comédia romântica        | 23 de novembro de 2015 | StarPlus       | 1 temporada, 9 episódios  | 8-17 min.  | Hindi  | [ 16 ] [ 17 ] |
| Sarabhai vs Sarabhai: Take 2          | Comédia                  | 16 de maio de 2017     | STAR One       | 1 temporada, 10 episódios | 23-26 min. | Hindi  | [ 18 ]        |
| Son Of Abish (4ª temporada)           | Talk show                | 6 de abril de 2018     | YouTube        | 1 temporada, 8 episódios  | 31-45 min. | Inglês |               |
| Better Life Foundation (2ª temporada) | Comédia                  | 10 de agosto de 2018   | YouTube        | 1 temporada, 6 episódios  | 22-30 min. | Inglês |               |
| Mann Kee Awaaz Pratigya 2             | Drama familiar           | 16 de agosto de 2021   | Star Bharat    | 1 temporada, 8 episódios  | 23 minutos | Hindi  | [ 19 ]        |

#### Produções de palco
Cineplay é uma série de teatro original do Hotstar em que as peças são apresentadas em estilo cinematográfico.